# Marruecos en los Juegos Olímpicos de Calgary 1988
Marruecos estuvo representado en los Juegos Olímpicos de Calgary 1988 por tres deportistas masculinos que compitieron en esquí alpino.
El portador de la bandera en la ceremonia de apertura fue el esquiador alpino Mustafa Naitlhu. El equipo olímpico marroquí no obtuvo ninguna medalla en estos Juegos.